# Peer Gynt
Peer Gynt (AFI:/ˈpeːr ˈɡʏnt/) es un drama del escritor noruego Henrik Ibsen. Fue escrito en 1867 e interpretado por primera vez en Oslo (entonces llamada Christiania) el 24 de febrero de 1876, con música incidental del compositor también noruego Edvard Grieg.
Ibsen escribió Peer Gynt viajando a Roma, Ischia y Sorrento. La obra fue publicada el 14 de noviembre de 1867, en Copenhague. La primera edición fue de 1.250 ejemplares, y fue seguida, 14 días después, por una reedición de 2.000. Las buenas ventas se debieron, mayoritariamente, al éxito del anterior drama de Ibsen: Brand. A diferencia de sus otras obras, Peer Gynt está escrita en verso. Originalmente iba a ser un drama escrito para ser leído, no para ser interpretado en teatro. Las dificultades para cambiar rápidamente de escena (incluyendo un acto entero a oscuras) ocasionaron algunos problemas en la interpretación. A diferencia de otras obras de Ibsen, Peer Gynt es una obra fantástica, en lugar de una tragedia realista.

## Argumento
Peer Gynt es un aldeano adolescente, atrevido y avaricioso que fantasea con ser rico e influyente y que tiene debilidades artísticas. Su madre, Aase, suele disgustarse con él por las quejas de los vecinos sobre sus actos. Un día, Peer asiste a una boda y se queda prendado de una bella joven, Solveig, que aparentemente le rechaza. El novio pide ayuda a Peer para convencer a la novia, Ingrid, de que se case, ya que se resiste a ello. En lugar de hacerlo, Peer e Ingrid se escapan en plena boda hacia las montañas. Una vez allí, Peer decide separarse y abandonar a Ingrid, quien, despechada, le acusa de haberla raptado y abandonado en las montañas. Peer se encuentra a la hija del Rey de las Montañas de Dovre. La princesa promete dichas al joven Peer que, encandilado por la ambición, se deja conducir al palacio del viejo Rey Duende. Una vez allí, viendo los grandes sacrificios que deberá aceptar para disfrutar de ser príncipe, como dejar de ser humano para convertirse en duende, decide huir; pero los troles le amenazan con devorarlo si no se casa con la princesa, quien ha perdido su belleza. Peer escapa milagrosamente al sonar las campanas lejanas, despertando en brazos de Solveig.
Solveig abandona a su familia para marcharse al bosque, ya que Peer fue desterrado por la justicia y condenado a vivir en él. Cuando Peer sale en busca de leña para la primera noche de la pareja se encuentra con la hija del Rey de las Montañas, que ha tenido un hijo horripilante, fruto de la unión entre ambos. Tras la muerte de su madre, Peer abandona a Solveig y se marcha a África, donde amasa una pequeña fortuna gracias a turbios negocios de trata de esclavos. Un jeque lo aloja en su séquito pensando que es un profeta, pero él se enamora de la bella Anitra quien, haciendo uso de su poder de seducción, va despojando a Peer de sus riquezas hasta dejarlo abandonado y sin nada en medio del desierto.
Peer vuelve con sus tesoros a su país. Pero el destino le depara una nueva desgracia: su barco se hunde frente a la costa. Peer salva su vida sacrificando la de un cocinero con familia. Tras veinte años de vagar, Peer es un hombre atormentado y agotado que se encuentra con el Fundidor, quien dice tener el deber de llevárselo para fundir su alma con metales preciosos, a menos que Peer pueda probar que durante su vida él ha logrado ser "él mismo". Peer busca un testigo y se encuentra con el Rey de las Montañas, quien le prueba que él no ha sido el mismo sino que desde su matrimonio frustrado con su hija, ha sido un duende en esencia. Peer, dispuesto al infierno con tal de que su alma no sea fundida, busca testigos de sus pecados, y se encuentra con el Diablo, quien lo estaba buscando pero no lo reconoce, por lo que Peer logra deshacerse de él. Peer termina recurriendo a Solveig como testigo de sus pecados pero no lo logra ya que ésta lo perdona. Solveig termina resguardando a Peer del Fundidor en su casa, mientras le canta una canción.

## Adaptaciones

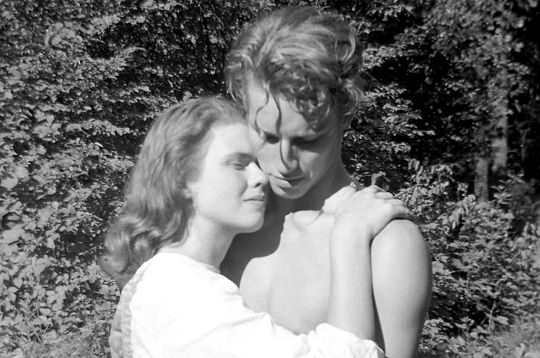
Betty Hanisee y Charlton Heston en la película de 1941.

La historia ha inspirado obras musicales como la homónima de Edvard Grieg.
En 1919, Victor Barnowsky dirigió una adaptación cinematográfica.
En 1934, Fritz Wendhausen dirigió otra adaptación cinematográfica.
En 1941, se hizo una adaptación cinematográfica estudiantil muda dirigida por David Bradley y con Charlton Heston encarnando al protagonista.
En 1993, los estudios Soyuzmultfilm produjeron un cortometraje de dibujos animados llamado Los enanos y el rey de la montaña o Los gnomos y el rey de la montaña (Гномы и горный король), dirigido por Inessa Kovaliévskaya (Инесса Ковалевская, n. 1933) y con la música de Grieg.
Tanto la novela Big Fish: A Novel of Mythic Proportions (1998) de Daniel Wallace como su adaptación cinematográfica Big Fish (2003) de Tim Burton están inspiradas en la obra.
En 2017 en la segunda temporada de Trollhunters, Nomura, al oír a Jim cantar En la gruta del rey de la montaña, menciona que vio la obra cuando era una pequeña cambiante y menciona que trataba de un niño que se topo con una montaña de troles y un rey trol le dijo que sea él mismo y que no importa lo que piensan los demás.
En 2022, el dramaturgo mexicano Diego Álvarez Robledo hace una adaptación y pone en escena la obra Peek Chun.